# Stewartstown (Nuevo Hampshire)
Stewartstown es un pueblo ubicado en el condado de Coös en el estado estadounidense de Nuevo Hampshire. En el Censo de 2010 tenía una población de 1.004 habitantes y una densidad poblacional de 8,29 personas por km².

## Geografía
Stewartstown se encuentra ubicado en las coordenadas 44°57′38″N 71°24′25″O / 44.96056, -71.40694. Según la Oficina del Censo de los Estados Unidos, Stewartstown tiene una superficie total de 121.18 km², de la cual 119.69 km² corresponden a tierra firme y (1.23%) 1.49 km² es agua.

## Demografía
Según el censo de 2010, había 1.004 personas residiendo en Stewartstown. La densidad de población era de 8,29 hab./km². De los 1.004 habitantes, Stewartstown estaba compuesto por el 98.61% blancos, el 0.1% eran afroamericanos, el 0.3% eran amerindios, el 0% eran asiáticos, el 0% eran isleños del Pacífico, el 0% eran de otras razas y el 1% pertenecían a dos o más razas. Del total de la población el 1.1% eran hispanos o latinos de cualquier raza.